# Chantemerle-Saint-Pol
Chantemerle-Saint-Pol est un quartier résidentiel défini par l'Insee situé à l'est d'Aix-les-Bains, dans le département de la Savoie, en région Auvergne-Rhône-Alpes.
Le quartier est implanté sur les hauteurs de la ville et domine le lac du Bourget. Dans ce quartier, on peut distinguer les sous-quartiers suivants, bien plus souvent utilisés par les habitants sur la commune car plus précis, : Boncelin, Chantemerle et Saint-Pol. Il peut être aussi considéré localement comme les « hauteurs d'Aix » ou les « coteaux d'Aix ».

## Histoire
Le quartier, rural il y a plusieurs siècles, s'est progressivement urbanisé avec l'augmentation de la population d'Aix-les-Bains et, d'une manière générale, par effet d'étalement urbain autour du lac du Bourget.
C'est principalement entre les années 1850 et 1950 que ce dernier s'est développé avec la construction de maisons voire villas. Avec l'essor du thermalisme, des palaces-hôtels, aujourd'hui transformés en appartement, sont même construits. Certaines habitations du quartier sont par ailleurs recensées sur le site du patrimoine de la région.

## Socio-économie
Le quartier possède un revenu disponible médian par UC élevé et le plus faible taux de chômage de la ville.
Selon la méthode développée par l'Insee des Ilots Regroupés pour l'Information Statistique (IRIS), le revenu fiscal médian par UC est de 27 850 € en 2018, soit supérieur d'environ 7 500 € à la moyenne nationale. Le taux de chômage s'élevait à 4,28 % en 2011.

## Principaux lieux

### Généralités
- Thermes Chevalley
- Palaces-hôtels

### Santé
- Clinique Herbert

### Enseignement
- École primaire publique de Boncelin
- École privée Lamartine

### Espaces verts
- Parc privé des Thermes Chevalley (3 ha)
- Bois Vidal (18 ha)
- Autres espaces verts publics (environ 1,5 ha)